# Horjulska dolina
Horjulska dolina je dolina v Sloveniji, ki leži na koncu doline Male vode in na začetku doline reke Gradaščice 15 kilometrov zahodno od Ljubljane. Čeznjo teče potok Horjulščica (najprej imenovan Šujica). Podlaga je tu zaradi raznolike geološke sestave razgibana.
Osrednje naselje doline je Horjul. Večina območja spada pod Občino Horjul, od okolice Brezja pri Dobrovi pa v Občino Dobrova - Polhov Gradec.